# Classe Ruggiero di Lauria
La classe Ruggiero di Lauria fu una classe di navi da battaglia pre-dreadnought della Regia Marina, composta da tre unità entrate in servizio tra il 1888 e il 1891.
Evoluzione della precedente classe Caio Duilio, le tre unità della classe (Ruggiero di Lauria, Andrea Doria e Francesco Morosini) ebbero un ridotto impiego operativo e furono radiate dal servizio attivo nel periodo immediatamente precedente l'inizio della prima guerra mondiale.

## Caratteristiche

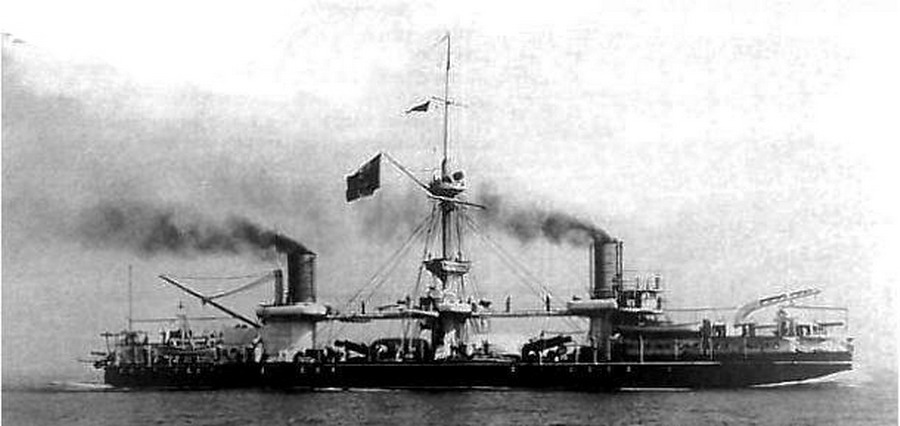
La Andrea Doria nel 1899

Le caratteristiche di questa classe di corazzate furono gravemente compromesse dalle pretese avanzate in sede di ideazione da parte del ministro della Marina italiano, il viceammiraglio Ferdinando Acton: Acton si oppose alla realizzazione di grosse navi da battaglia come le precedenti unità classe Italia da 15.000 tonnellate di dislocamento in favore di bastimenti più piccoli da 8.000-10.000 tonnellate, ed era critico circa l'imbarco di cannoni di grosso calibro dopo un incidente verificatosi a bordo della Caio Duilio l'8 marzo 1880, quando un cannone caricato con una carica doppia era esploso. La progettazione fu affidata all'ispettore del genio navale Giuseppe Micheli il quale, dopo aver scartato alcuni progetti innovativi, ripiegò sullo schema di base delle vecchie unità classe Caio Duilio, integrandolo solo con alcuni miglioramenti: come risultato, le Ruggiero di Lauria nacquero già obsolete (anche per via dei lunghi tempi di realizzazione), secondo uno schema superato e inferiori a unità contemporanee come la nuova corazzata britannica HMS Collingwood.
Lo scafo delle Ruggiero era lungo 105,9 metri, largo 19,8 metri e con un pescaggio a pieno carico di 8,7 metri; il dislocamento, leggermente diverso da unità a unità, raggiungeva le 11.700 tonnellate a pieno carico. L'apparato propulsivo era basato su due motrici alternative a duplice espansione alimentate da otto caldaie, per una potenza di 10.300 hp e una velocità massima di 16 nodi; l'autonomia, garantita dalla possibilità di imbarcare 850 tonnellate di carbone, era di 4.500 miglia a 10 nodi. L'equipaggio ammontava a 506 uomini tra ufficiali e marinai.
L'armamento principale verteva su quattro cannoni da 431/29 mm, montati in due torri binate che, come sulle Duilio, erano collocate al centro dello scafo disassate rispetto all'asse centrale della nave; come si confaceva a una pre-dreadnought, l'armamento era poi integrato da un gran numero di pezzi di calibro più piccolo: 2 cannoni da 152 mm, 4 cannoni da 120 mm, 2 cannoni da 75 mm, 10 cannoni da 57 mm e 17 cannoni da 37 mm. La protezione verticale era assicurata da una cintura corazzata alla linea di galleggiamento, spessa nel suo punto massimo 450 mm, mentre la protezione orizzontale era data da un ponte corazzato dello spessore massimo di 75 mm; le barbette delle torri d'artiglieria erano spesse 360 mm, mentre il torrione di comando era protetto da una corazzatura spessa 250 mm nel suo punto massimo.

## Unità
| Nome               | Impostazione    | Cantiere                                   | Varo             | Entrata in servizio | Destino finale |
| ------------------ | --------------- | ------------------------------------------ | ---------------- | ------------------- | --- |
| Ruggiero di Lauria | 3 agosto 1881   | Cantiere navale di Castellammare di Stabia | 9 agosto 1884    | 1º febbraio 1888    | radiata dal servizio attivo nel novembre 1909; lo scafo fu impiegato come serbatoio di carburante a La Spezia fino al suo affondamento nel 1943, per poi essere recuperato e demolito nel 1946 |
| Francesco Morosini | 4 dicembre 1881 | Arsenale di Venezia                        | 30 luglio 1885   | 21 agosto 1889      | radiata dal servizio attivo nell'agosto 1909; impiegata come nave bersaglio, fu affondata in un'esercitazione il 15 settembre seguente                                                         |
| Andrea Doria       | 7 gennaio 1882  | Arsenale della Spezia                      | 21 novembre 1885 | 16 maggio 1891      | radiata dal servizio attivo nel maggio 1911; impiegata come nave deposito a Taranto e come batteria galleggiante a Brindisi, avviata alla demolizione nel 1929                                 |